# Aurora Gutiérrez Larraya
Aurora Gutiérrez Larraya (El Astillero, Santander, c. 1880 - Madrid, 1920) fou una puntaire, projectista de puntes i mestra càntabra.

## Biografia
Aurora Gutiérrez Larraya va néixer a El Astillero (Santander) el darrer quart del segle xix. Va arribar a Barcelona de ben petita i va assistir a l'Escola d'Institutrius on, entre altres assignatures dirigides a la inserció laboral de la dona, va aprendre les labors llavors típiques del seu gènere. Del 1895 al 1904 va estudiar a l'Escola de Dibuix per a nenes i adultes, on una de les assignatures que va cursar fou Dibujo y Pintura aplicados á las labores de la mujer. A partir del curs 1903-1904 i fins al 1909 assistí a les classes de l'Escola Superior d'Arts i Indústries i Belles Arts de Barcelona –Llotja. Allí, va encaminar el seu currículum per tal d'aplicar-lo a la projecció de puntes al coixí i a l'agulla, brodats, estampats de teixits i altres tècniques. Gràcies a uns “projectes de puntes de mèrit excepcional i refinadíssim gust”, va guanyar una borsa de viatge de quatre mesos d'estada a Madrid, on, a principis de 1905, va fer una sèrie de treballs sobre les puntes que es conservaven al Museu Arqueològic Nacional.
A més de l'ensenyament pràctic i teòric rebut, a Llotja Aurora Gutiérrez va entrar en ple contacte amb l'esperit modern i renovador que llavors revifava tots els camps artístics. Era l'època del Modernisme. En aquest aspecte, de ben segur que hi van exercir molta influència els seus mestres, alguns reconeguts avui pel gran impuls que donaren a l'ensenyament de les arts decoratives i industrials: Joan Vacarisses, mestre de teoria de teixits i professor de dibuix i pintura aplicats a les labors de la dona, o Fèlix Mestres, professor de pintura decorativa, teixits, blondes i pirogravat. S'ha d'esmentar especialment el dibuixant i projectista tèxtil Francesc Tomàs i Estruch, un dels dissenyadors de puntes, brodats, estampats i tapissos de més renom al Principat a començaments del segle xix. Cal suposar que Aurora Gutiérrez també degué assistir a les lliçons impartides per Josep Pascó, dibuixant extraordinari. Per guanyar-se la vida, Aurora es va dedicar a formar noies de nombroses famílies benestants de Barcelona, ja fos en pintura i dibuix com en la pràctica de labors artístiques. D'altra banda, dissenyava i executava les peces que se li encarregaven particularment.
Aurora Gutiérrez va participar en els centenars d'exposicions i fires d'indústries artístiques que des de les darreries del segle xix se celebraven arreu del país. Així, per exemple, el 1904 participava en el concurs organitzat pel Foment de les Arts Decoratives, amb uns projectes per a puntes; la primavera del 1906 a l'Exposició de Belles Arts i el 1907 a la V Exposició Internacional de Belles Arts i Indústries Artístiques, celebrades a Barcelona. El 1906 també va prendre part en l'Exposició de Belles Arts i Indústries Artístiques de Madrid, on els seus dibuixos i projectes per a puntes van obtenir una menció honorífica. L'any 1909 Aurora Gutiérrez marxava a Madrid per ampliar els seus estudis d'art. A la capital espanyola, donà classes de treballs artístics al col·legi del Sagrat Cor. Tanmateix, continuà presentant-se amb èxit a concursos, mostres d'art i exposicions de Belles Arts. Va ser guardonada, per exemple, a l'Exposició d'Arts Decoratives del finals de 1911 o començaments de 1912. D'altra banda, el març de 1915 participava en el Saló d'Art Modern i en la Exposició Nacional de Belles Arts, amb l'obra India, i l'abril de 1918 en l'exposició del Salón del Ateneo. L'any 1919 va guanyar un premi en el concurs de dibuix per a un bitllet de soci del ball de màscares del Círculo de Bellas Artes de Madrid.
Aurora Gutiérrez es va submergir de ple en la vida intel·lectual i artística de Madrid. El 1920 es fundava l'Asociación de Dibujantes de Madrid, de la qual formava part. Aquell mateix any, l'artista-puntaire moria, qui sap si en el moment més àlgid de la seva carrera. Exercia aleshores com a professora de l'"Escuela del Hogar y Profesionalidad de la Mujer". Abans, però, havia treballat com a mestra en el Museo de Artes Industriales –després reconvertit en el Museo de Artes Decorativas.
Fou Germana del pintor Tomás Gutiérrez-Larraya.